# Гаврилович, Милорад
Ми́лорад Гаври́лович (1861—1931) — сербский актёр и режиссёр.
Играл в бродячих труппах. С 1882 года — актёр белградского Народного театра. Затем был режиссёром (с 1894) и директором (1910—1919, с перерывами) театра.

## Роли
Играл шекспировский репертуар — Яго, Макбет, Шейлок, Ричард III; в пьесах Х. Ибсена, Г. Гауптмана.
- Великий Орсат — «Дубровницкая трилогия» И. Войновича
- Игнац — «Господа Глембаевы» М. Крлежи
- Хлестаков — «Ревизор» Н. В. Гоголя